# Franc Rudež
Franc Rudež (tudi Franz Rudesch), kranjski politik, * 20. januar 1823, Ribnica, † 7. april 1875, Ljubljana.

## Življenje in delo
Od decembra 1866 do smrti aprila 1875 je bil poslanec v kranjskem deželnem zboru kot predstavnik veleposestnikov.
Poslanec je bil tudi njegov brat Karel Dragotin.